# Phare de Kallo
Le phare de Kallo (en finnois : Kallon majakka) est un feu situé sur l'île de Kallo, en face de la péninsule de Mäntyluoto en mer de Botnie, appartenant à la municipalité de Pori, en région de Satakunta (Finlande).

## Histoire
La première lumière sur l'île de Kallo a été érigée en 1884 et mise en service le 15 septembre 1885. Une corne de brume manuelle a fonctionné dès 1901.
Le phare actuel et l'immeuble à colombages attenant ont été construits en 1903 selon les plans de l'architecte finlandais Gustaf Nyström. En 1906, le signal de brouillard a été remplacé par une sirène actionnée par un compresseur logé dans un bâtiment annexe.
Le phare avait deux luminaires superposés distincts avec des éclairs de lumière rouge différents. Le système d'éclairage fonctionnait au gaz puis fut alimenté électriquement dans les années 1930. La sirène de brouillard a été remplacée par un système électrique.
Le phare de Kallo avec son appartement de gardien en bois rouge est l'un des phares les plus célèbres de Finlande.
Le site ouvert aux visites pendant l'été. L'International Lighthouse and Lightship Weekend (en) gère des journées portes ouvertes.

## Description
Le phare  est une tour octogonale en fonte de 8 mètres de haut, avec double galerie et lanterne. La tour est peinte en blanc et la maison de gardien est rouge. Son feu isophase émet, à une hauteur focale de 11 mètres, un éclat blanc, rouge et vert selon différents secteurs toutes les 2 secondes. Sa portée nominale est de 9,4 milles nautiques (environ 17 km).
Il guide les navires  vers le port de Mäntyluoto, au nord-ouest de Pori.
Identifiant : ARLHS : FIN-015 - Amirauté : C4376 - NGA : 17456 .

## Caractéristique dufeu maritime
Fréquence : 2 secondes (W-R-G)
- Lumière : 1 seconde
- Obscurité : 1 seconde

|            |
| La station |

|          |
| Le phare |

### Lien connexe
- Liste des phares de Finlande